# Eva Arndt-Riise
Eva Johanne Arndt-Riise, née le 27 novembre 1919 à Aarhus et morte le 18 juin 1993 à Gjesing dans la commune de Norddjurs, Jutland central, est une nageuse danoise spécialiste de la nage libre. Après un titre européen en relais en 1938, elle remporte une médaille d'argent olympique, toujours en relais, en 1948.

## Carrière
En 1936, elle représente le Danemark aux Jeux olympiques où elle ne passe pas le stade des séries sur le 100 m nage libre. Quelques jours plus tard, elle termine 7e de la finale du 4 × 100 m nage libre avec Ragnhild Hveger, Tove Brunnstrøm Madsen et Elvi Svendsen.
Deux ans plus tard aux championnats d'Europe 1938, elle remporte la médaille d'or du 4 × 100 m nage libre. Le quatuor composé de Arndt-Riise, Gunvor Kraft, Birte Ove-Petersen et Ragnhild Hveger bat le record du monde de la distance quelques semaines plus tard en 4 min 27 s 60, record qui tiendra pendant quatorze ans.
Lors des Jeux olympiques de 1948, elle remporte la médaille d'argent du 4 × 100 m nage libre avec Karen Harup, Greta Andersen et Fritze Carstensen.

## Palmarès
| Date | Compétition           | Lieu    | Place | Course               |
| ---- | --------------------- | ------- | ----- | -------------------- |
| 1936 | Jeux olympiques       | Berlin  | 7e    | 4 x 100 m nage libre |
| 1938 | Championnats d'Europe | Londres | 1re   | 4 x 100 m nage libre |
| 1948 | Jeux olympiques       | Londres | 2e    | 4 x 100 m nage libre |